# Koča Popović
Konstantin "Koča" Popović (en serbio cirílico: Константин Коча Поповић) (Belgrado, 1908 -íb., 1992) fue un militar, diplomático y político yugoslavo. 
Participó como voluntario en la guerra civil española desde 1937 hasta 1939, y fue comandante en jefe de la 1.ª División Proletaria del Ejército Partisano de Josip Broz Tito en la Segunda Guerra Mundial. Fue conocido como "el hombre que salvó a los partisanos" porque rompió a través de las líneas alemanas durante la crucial batalla del Sutjeska; y después dirigió el Ejército Popular Yugoslavo, llegando a detentar también importantes cargos políticos en el gobierno de la Yugoslavia socialista.

## Biografía

### Inicios
Popović procedía de una próspera familia belgradense, que se trasladó a Suiza en 1912, por lo que su idioma materno fue el francés. Realizó su formación militar en la escuela de oficiales de Sarajevo, pero sus inquietudes intelectuales le llevaron a licenciarse en Derecho en la Universidad de Belgrado. Después se trasladó a París para estudiar en la Facultad de Filosofía de La Sorbona, y allí entró en contacto con el mundo de poetas, escritores, artistas e intelectuales de ideología izquierdista de la Margen izquierda.
Guerra civil española
En su etapa parisina comenzó su relación con el entonces ilegal Partido Comunista de Yugoslavia. En París había un centro gestionado por la Comintern y dirigido por Tito, que fue utilizado para reclutar voluntarios de los Balcanes para ayudar a la República en la guerra civil española. Popović se alistó en este centro y partió a España con un grupo selecto de miembros del Partido. Popović combatió en el Ejército Popular de la República, donde llegó a comandar el grupo de artillería Skoda Baller. Cuatro de los brigadistas yugoslavos que combatieron en el bando republicano acabaron dirigiendo los cuatro grupos del Ejército Partisano de Liberación que combatió a los nazis en la Segunda Guerra Mundial: Koča Popović el I, Peko Dapčević el II, Kosta Nađ el III, y Petar Drapšin el IV.
En febrero de 1939, ante el colapso de la república española, cruzó a Francia, siendo internado con otros supervivientes yugoslavos en el campo de concentración de St. Cyprien. En 1940, estos hombres lograron volver a Yugoslavia gracias al apoyo del Partido Comunista.

### Segunda Guerra Mundial

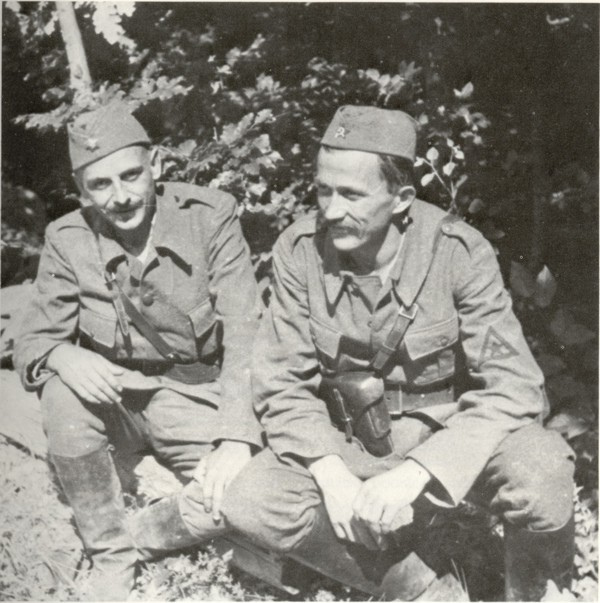
Popović y Danilo Lekić durante una tregua en la batalla del Sutjeska de 1943. Popović mostró todo su talento en el cerco del Sutjeska, y fue considerado el "arquitecto de la salvación partisana".

Tras su retorno, fue movilizado como oficial de reserva en el Real Ejército de Yugoslavia. Tras la rendición de Yugoslavia al ejército alemán en abril de 1941, Koča organizó el destacamento Kosmaj durante el levantamiento en Serbia. En la formación de la 1.ª Brigada Proletaria del Ejército Partisano, Popović se convirtió en su comandante, y posteriormente estuvo al mando de la 1.ª División Proletaria.
Durante su época como comandante partisano, coincidió con William Deakin, jefe de la misión militar británica en la sede de Tito, que en su libro The Embattled Mountain escribió de Popović:

«A la cabeza de la Primera División del proletariado se encontraba el general Koca Popovic. Había estado presente en nuestro primer encuentro con Tito y su Estado Mayor en la mañana de nuestra llegada, pero su identidad no nos fue revelada. Cauto y controlado, con una sensible y disciplinada mente y fuerza de voluntad, Popovic era un soldado intelectual de talento excepcional, lo que tal vez era ajeno a su naturaleza interna. [...] Era bilingüe, en su cáustico y pulido francés, y sus defensas mentales eran impenetrables. [...] Popovic era un hombre solitario, un lobo solitario con raros momentos de descuido. Tenía un toque de genio militar y otro de odio hacia la guerra. Se cuidaba de la amistad, y mantenía un equilibrio total entre la mente y el corazón. [...] Dominante de la fría deliberación y reservado por naturaleza, era el ídolo de sus tropas, pero pocos hombres le conocían de verdad».

Su momento de gloria llegó durante la batalla del Sutjeska, cuando el 10 de junio de 1943, al mando de la 1.ª División Proletaria, consiguió romper el cerco al que los ejércitos alemanes e italiano habían sometido al alto mando y grueso de las fuerzas partisanas junto al río Sutjeska, entre Bosnia y Montenegro. Este hecho le valió el apodo de "el hombre que salvó a los partisanos". Según Deakin, «Como comandante de la división, con un instinto seguro y una inmediata comprensión de las situaciones, Popovic sintió el punto débil del cerco alemán en Montenegro y fue el arquitecto inmediato de nuestra salvación al romper el asedio del cerco alemán».

### Posguerra

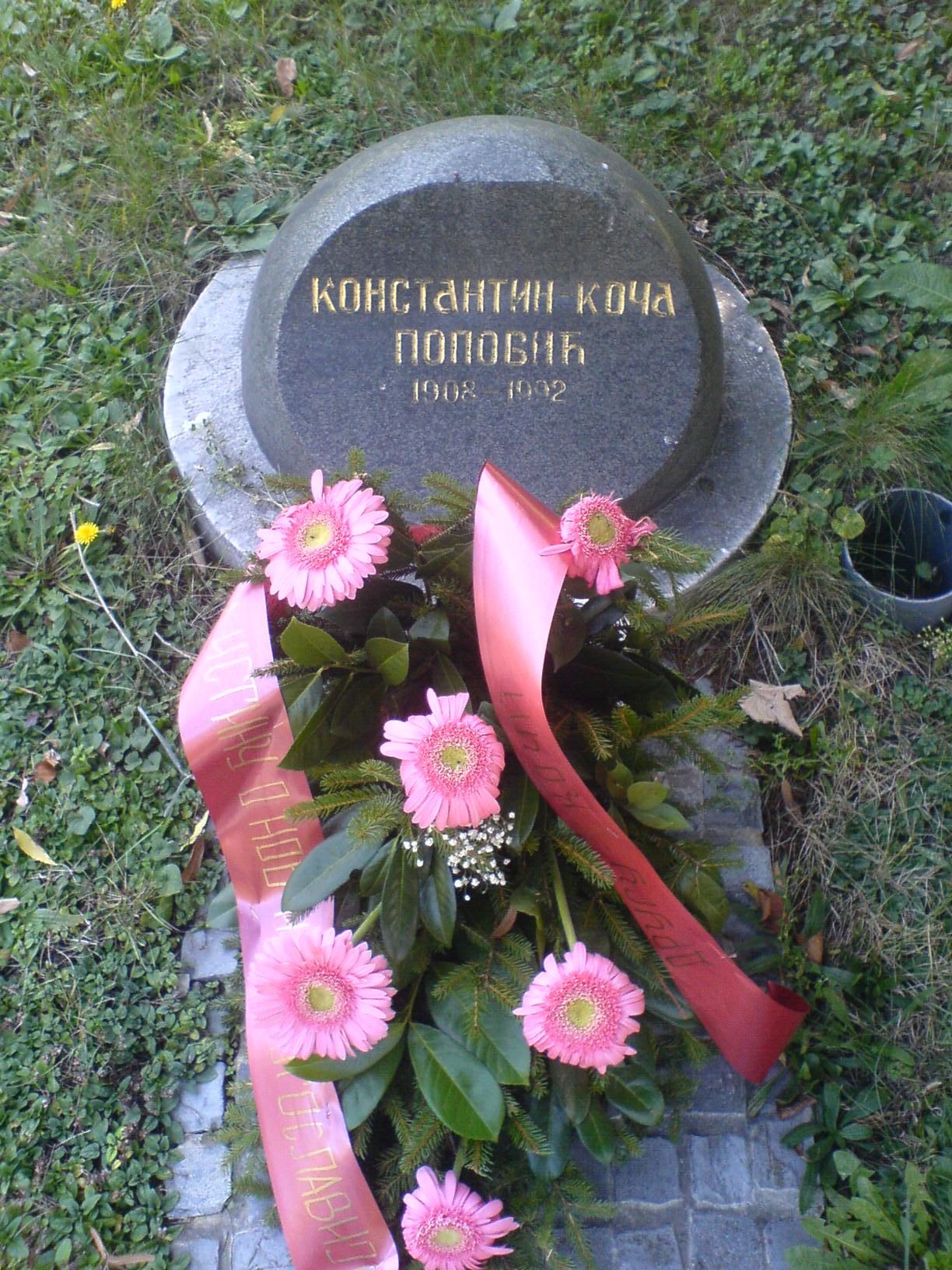
Tumba de Koča Popović en el cementerio Novo groblje de Belgrado.

Después del establecimiento del régimen comunista en Yugoslavia en 1945, se desempeñó como Jefe del Estado Mayor del Ejército Popular Yugoslavo desde 1946 hasta 1953. En esta función también llevó a cabo negociaciones con los representantes de las potencias occidentales, relacionadas con la modernización del Ejército Popular durante el período de malas relaciones con la Unión Soviética.
Después, se convirtió en el ministro de Relaciones Exteriores de Yugoslavia (1953) y mantuvo este cargo hasta 1965. Como encargado de asuntos externos, fue el jefe de la delegación yugoslava en las sesiones de la Asamblea General de la ONU en varias ocasiones.
De 1965 a 1972 actuó como miembro del Consejo Ejecutivo Federal, y fue Vicepresidente de Yugoslavia desde 1966 hasta 1967. Popović apoyaba a la facción de los liberales serbios que encabezaba Marko Nikezić. Después de una corta crisis política causada por las discrepancias acerca del curso del país los liberales, que pertenecían a la generación más joven de políticos serbios y yugoslavos, se vieron forzados a dimitir. Desde 1972, se retiró de la vida pública. Fue condecorado con la Orden de Héroe del Pueblo de Yugoslavia, y con otras condecoraciones yugoslavas y extranjeras. Fue esposo de Vera Bakotic, una linguista yugoslava. Falleció en Belgrado el 20 de octubre de 1992, siendo enterrado con honores militares.